# Swisslos
Swisslos ist die schweizerische Lotteriegesellschaft für die Kantone der Deutschschweiz und den Kanton Tessin. Sie wurde 1937 gegründet und ist in Form einer Genossenschaft mit Sitz in Basel organisiert. Im Auftrag dieser zwanzig Kantone und des Fürstentums Liechtenstein bietet Swisslos Zahlenlottos, Sportwetten, Lose und eine Online-Spieleplattform an.

## Mittelverwendung
Die nicht an Lottogewinner ausbezahlten Beträge fliessen hauptsächlich in die kantonalen Lotteriefonds und werden grösstenteils für gemeinnützige Projekte in den Bereichen Kultur, Natur und Soziales eingesetzt. Ein kleinerer Teil geht direkt zugunsten der kantonalen Sport-(Toto-)Fonds, wo sie für gemeinnützige Sportprojekte zur Verfügung stehen.
2020 erzielte Swisslos aus Zahlenlottos und dem Losverkauf einen Reingewinn von 429 Millionen Schweizer Franken, wovon 383 Millionen Franken an die kantonalen Lotteriefonds und 46 Millionen Franken via Sport-Toto-Gesellschaft der Swiss Olympic, dem Schweizer Fussball, Eishockey und der Sporthilfe weitergegeben wurden.

## Lottos, Lose und Sportwetten
Swisslos vertreibt eine Vielzahl von Lotterieprodukten; die Zahlenlotterien Swiss Lotto sowie EuroMillions und EuroDreams gehören dabei wohl zu den bekanntesten Produkten. 
Die erste Auslosung der Lottozahlen fand am 10. Januar 1970 statt, dies zur Verhinderung des Abflusses solcher Lottoeinsätze an das Deutsche Zahlenlotto. 1979 wurde der erste Lottomillionär gekürt. In den folgenden 50 Jahren wurden aus dem Lotto rund 6 Milliarden Franken für gemeinnützige Projekte generiert, nebst 961 weiteren Lottomillionären.
Mit Sporttip betreibt Swisslos das einzige legale Angebot an Sportwetten in der Schweiz (deutschsprachige Kantone). Des Weiteren sind diverse Rubbellose wie Happy Day, Win for Life, Millionenlos etc. an den Verkaufsstellen erwerb- und spielbar. Das Millionenlos war im Jahr 2020 nach mehr als 20 Jahren das letzte Mal erhältlich. 
Im Jahr 2021 stellt Swisslos bei den gedruckten Losen sukzessive auf ein Online-System um, welches die Loterie Romande schon länger benutzt. Swisslos-Verkaufsstellen können dann die Lose mit einem eingedruckten Gewinn-Barcode validieren und so bis 1000 Franken an Kunden auszahlen.
Online sind neben den drei Zahlenlotterien auch Sporttip, Clix (Online-Lose), Bingo und Jass spielbar.

## Werbung
Swisslos wirbt auf verschiedenen Plattformen wie TV, Plakate, Printmedien usw. mit der Kunstfigur Heini «Heinrich» Sutter. Gemäss Werbetext hat Heini Sutter 2009 bei Swisslos Millionen gewonnen. Heini Sutter wird seit 2013 vom Schauspieler Eric Rohner (* 28. Mai 1953) gespielt. Rohner ist verheiratet und lebt in Zürich. Gemäss eigenen Angabe habe er selbst noch nie grössere Summen im Lotto gewonnen. Er spiele wenig, stehe aber zum beworbenen Produkt und mag die Kunstfigur Heini Sutter.